# Cantonul Barre-des-Cévennes
Cantonul Barre-des-Cévennes este un canton din arondismentul Florac, departamentul Lozère, regiunea Languedoc-Roussillon, Franța.

## Comune
- Barre-des-Cévennes (reședință)
- Bassurels
- Cassagnas
- Gabriac
- Molezon
- Le Pompidou
- Sainte-Croix-Vallée-Française
- Saint-Julien-d'Arpaon